# Parfondruy
Parfondruy is een gehucht in de Belgische gemeente Stavelot.  Voor de Belgische gemeentenfusie in 1977 was deze plaats al een onderdeel van Stavelot.

## Naamkunde
De naam Parfondruy komt van  Porfond Ru wat diepe beek (Ruisseau Profond) betekent en refereert aan de lokale beek die diep in de heuvel snijdt.

## Geografie
Het Ardeens gehucht ligt op de oude weg van Stavelot naar Coo en op de noordelijke helling van de Amblèvevallei.

## Monumenten

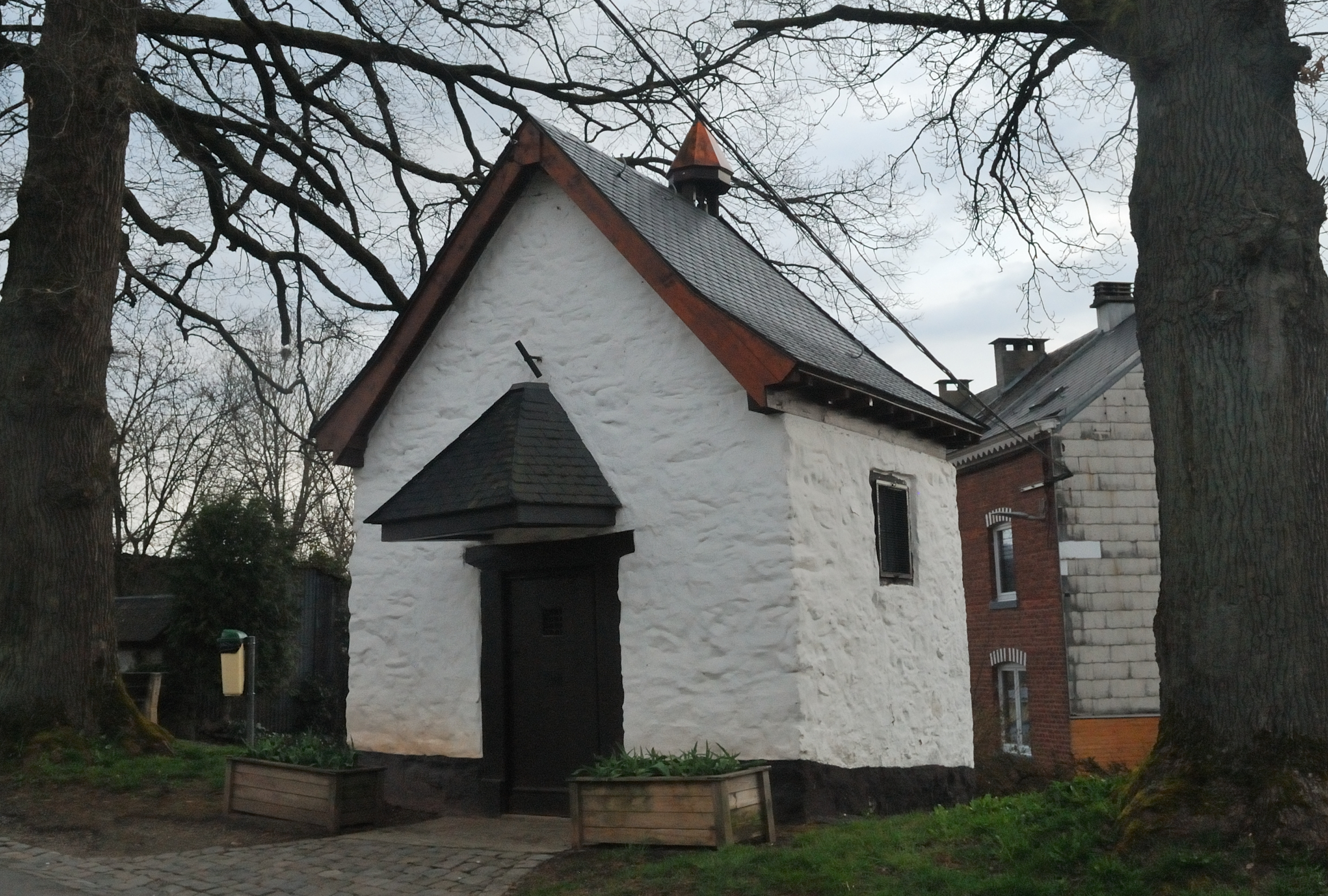
Sint-Luciakapel

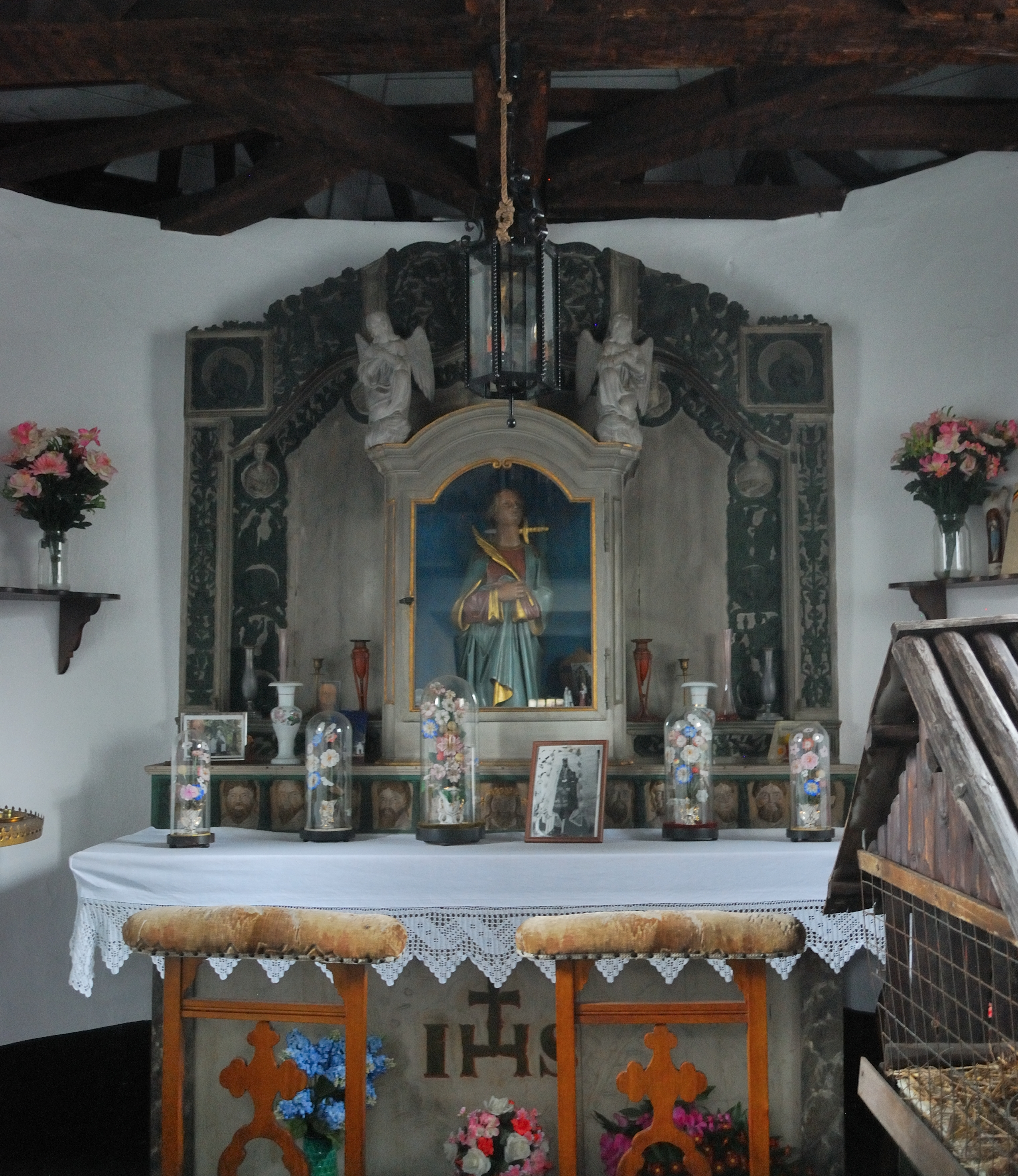
Interieur van de kapel

Kapel van Sint Lucia, opgericht in 1629.

## Geschiedenis
Tijdens de  Slag om de Ardennen werd op 19 december 1944 26 van de 50 inwoners vermoord door Duitse troepen. Vijf boerderijen werden in brand gestoken.
Deelgemeenten: Francorchamps · Stavelot

Overige kernen: Amermont · Baronheid · Beaumont · Challes · Cheneux · Coo · Cronchamps · Fourir · Francheville · Froidville · Hockay · Houvegné · Lodomez · Masta · Meiz · Neuville · Parfondruy · Refat · Renardmont · Rivage · Somagne · Ster · Vaulx-Richard · Wavreumont

Belgische gemeenten · arrondissement Verviers · provincie Luik · Wallonië